# Atelopus angelito
Atelopus angelito är en groddjursart som beskrevs av Ardila-Robayo och Pedro M. Ruiz-Carranza 1998. Atelopus angelito ingår i släktet Atelopus och familjen paddor. IUCN kategoriserar arten globalt som akut hotad. Inga underarter finns listade.